# Hang Seng Bank

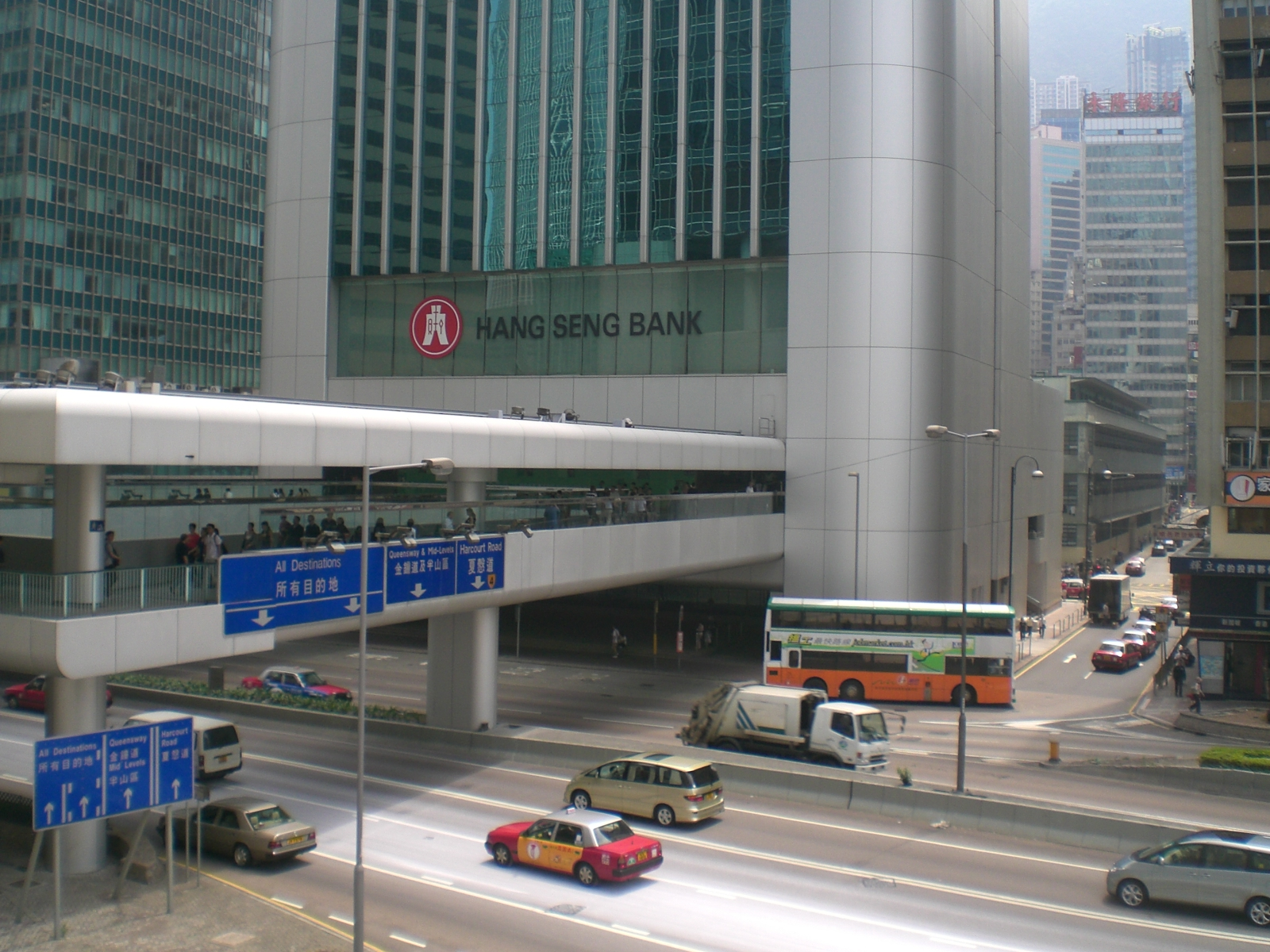
Штаб-квартира Hang Seng Bank в Гонконге

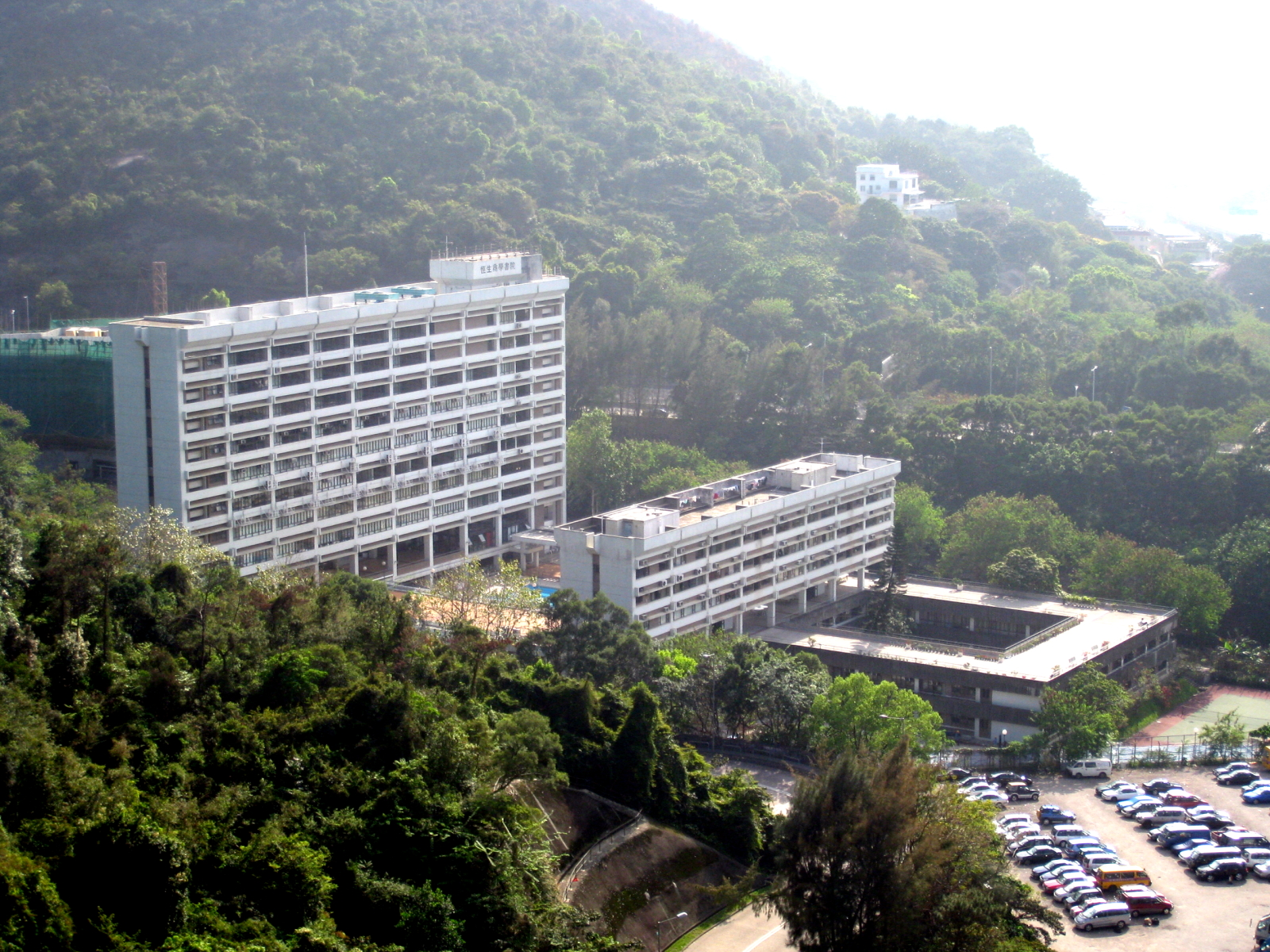
Бизнес-школа Hang Seng

Hang Seng Bank (恒生銀行有限公司) — четвёртый по величине банк Гонконга, после The Hongkong and Shanghai Banking Corporation, Bank of China (Hong Kong) и Bank of East Asia. Более 62 % акций Hang Seng Bank принадлежат британской группе HSBC Holdings через её дочерний гонконгский банк The Hongkong and Shanghai Banking Corporation. В Hang Seng Bank работает около 10 тыс. сотрудников, штаб-квартира расположена в округе Сентрал.

## История
Компания основана в Гонконге в 1933 году как простой пункт обмена валюты, в 1952 году становится полноценным банком, в 1960 году — публичной компанией. В 1965 году 51 % акций Hang Seng Bank, переживавшего в то время значительные трудности, приобрела HSBC. В 1969 году появился основной индекс Гонконгской фондовой биржи — Hang Seng Index, который до сих пор составляет Hang Seng Indexes Company, дочерняя структура Hang Seng Bank.
В 1972 году Hang Seng Bank вышел на Гонконгскую фондовую биржу, в 1985 году открыл представительство в Шэньчжэне, в 1995 году — свой первый филиал в Гуанчжоу, в 1997 году — в Шанхае, в 2003 году — в Нанкине и Макао. В 2004 году Hang Seng Bank покупает долю в Industrial Bank Co. (Фуцзянь) и открывает филиал в Фучжоу, в 2005 году — филиал в Пекине. В 2007 году начинает работу Hang Seng Bank (China) Company со штаб-квартирой в Шанхае.

## Руководство
- Реймонд Цянь (Dr Raymond Ch'ien Kuo Fung) — независимый председатель правления, член совета директоров с 2007 года; также независимый член совета директоров The Hongkong and Shanghai Banking Corporation, Swiss Re и Swiss Re Asia Pte. Ltd., почётный президент федерации промышленности Гонконга; с 2003 по 2015 год был председателем правления MTR Corporation; получил степень доктора экономических наук в университете Пенсильвании.
- Луиза Чжэн (Louisa Cheang Wai Wan) — вице-председатель и главный исполнительный директор с 2017 года, председатель правления ряда дочерних структур; с 2014 по 2017 год возглавляла подразделение розничного банкинга HSBC; бакалавр общественных наук Гонконгского университета[1].

## Деятельность
Основным регионом деятельности банка является Гонконг, здесь работает 8215 из 10 тысяч сотрудников, на него приходится HK$ 1,385 трлн из HK$ 1,478 трлн активов, HK$ 47,9 млрд из HK$ 50 млрд выручки.
Подразделения Hang Seng Bank:
- Розничный банкинг и управление активами (Retail Banking and Wealth Management) — розничные финансовые услуги, включающие обслуживание текущих и сберегательных счетов, ипотечное кредитование, страхование, обслуживание кредитных карт, а также управление активами; оборот в 2017 году составил HK$ 33,6 млрд, активы HK$ 445 млрд.
- Коммерческий банкинг (Commercial Banking) — финансовые услуги компаниям начиная от малого бизнеса и заканчивая крупными корпорациями; оборот HK$ 10,2 млрд, активы HK$ 351 млрд.
- Глобальный банкинг и рынки (Global Banking and Markets) — ограниченный набор услуг крупным корпорациям и финансовым институтам, такие как кредитование, обмен валют, размещение ценных бумаг; оборот HK$ 5,7 млрд, активы HK$ 612 млрд.

## Структура
К 2011 году Hang Seng Bank (China) имел около сорока отделений в китайских городах Шанхай, Пекин, Тяньцзинь, Нанкин, Ханчжоу, Нинбо, Фучжоу, Сямынь, Гуанчжоу, Шэньчжэнь, Дунгуань, Фошань, Чжуншань, Хойчжоу и Куньмин. Кроме того, Hang Seng Bank имеет офисы в Макао, Сингапуре и на Тайване.
Также Hang Seng Bank основал в 1980 году в округе Сатхинь престижную бизнес-школу Hang Seng School of Commerce, а в 2010 году при финансовой поддержке банка на территории школы открылся Hang Seng Management College.
Основные дочерние компании на 2017 год:
- Hang Seng Bank (China) Limited (КНР, банкинг)
- Hang Seng Finance Limited (Гонконг, кредитование)
- Hang Seng Credit Limited (Гонконг, кредитование)
- Hang Seng Bank (Trustee) Limited (Гонконг, трастовые услуги)
- Hang Seng (Nominee) Limited (Гонконг, номинальная компания)
- Hang Seng Life Limited (Гонконг, страхование жизни и пенсионное страхование)
- Hang Seng Insurance Company Limited (Гонконг, страхование жизни и пенсионное страхование)
- Hang Seng Investment Management Limited (Гонконг, управление инвестиционными фондами)
- Haseba Investment Company Limited (Гонконг, инвестиционный холдинг)
- Hang Seng Securities Limited (Гонконг, брокерские услуги)
- Yan Nin Development Company Limited (Гонконг, инвестиционный холдинг)
- Hang Seng Indexes Company Limited (Гонконг, расчёт биржевых индексов)
- Hang Seng Real Estate Management Limited (Гонконг, управление недвижимостью)
- High Time Investments Limited (Гонконг, инвестиционный холдинг)